# Leptastacus pygmaeus
Leptastacus pygmaeus is een eenoogkreeftjessoort uit de familie van de Leptastacidae. De wetenschappelijke naam van de soort is voor het eerst geldig gepubliceerd in 1992 door Huys.